# 1019
1019 је била проста година.

## Догађаји
- Фебруар — Венчање Улава II Норвешког и Астриде, ћерке шведског краља Олафа.
- Пошто је уништио краткотрајну Самуилову државу, цар Василије II издаје повеље из 1019. и 1020. године којима одређује обим и права Охридске архиепископије. У повељи 87 из 1019. године међу седамнаест епархија Охридске архиепископије спомиње се као шеснаеста Епархија Липљанска, чији је епископ у читавој области имао 30 клирика и 30 меропаха и епархија Призренска.
- 10. март — Битка код Куџу се одиграла током Трећег рата Корјео-Китан, између кинеске династије Лиао и корејске династије Горјео. Битка се завршава потпуном победом династије Горјео.
- Јун — Хајнрих II покреће поход против Титмара, грофа од Верле.
- 11. октобар — Хајнрих II присуствује освећењу нове Базелске катедрале.
- Византија заузима Сирмијум. Завршено је византијско освајање источног Балкана.
- Јарослав Мудри заједно са Новгородцима и најамничком војском окупљеном 1018. године креће из Великог Новгорода у Кијев.
- Свјатополк I Кијевски, сазнавши за војску која се приближава, бежи из Кијева и опкољава Печенеге. Јарослав Мудри поново заузима кијевски престо.
- Свјатополк I Кијевски заједно са великом војском Печенега креће у рат против Руса. Као резултат одлучујуће битке на реци Алти (место где је Борис погинуо), Јарослав Мудри однео је потпуну победу. Свјатополк бежи у Брест, покушава да нађе уточиште у Пољској, али умире на путу у пустом месту западно од границе староруске државе.
- На инсистирање Новгородаца, који не желе да плаћају данак Кијеву, а обезбедивши подршку  шведског краља Олафа и вероватно енглеског и данског краља Кнута Великог, кнез Јарослав Мудри добија титулу великог кнеза Кијевског (1019-1054).
- Други брак кијевског кнеза Јарослава са Ингигердом (крштена Ирина) († 1050), ћерком шведског краља Олафа. Еарл Рогнвалд постаје гроф од Алдеигјуборга (према „Краљевским аналима“).
- Јарослав Мудри, после пораза свог брата Свјатополка у бици на реци Алти и погибије браће Бориса и Глеба, остаје у Новгороду до 1036. године, задржавајући титулу новгородски кнез.
- Новгородски бојари, за подршку Јарослава Мудрог војном силом, добијају значајне бенефиције.
- Стара Ладога (прва престоница Русије), центар личних поседа кнегиње Ирине (Ингигерд), жене Јарослава Мудрог, примљена је као свадбени поклон.